# Tranebjerg Sogn

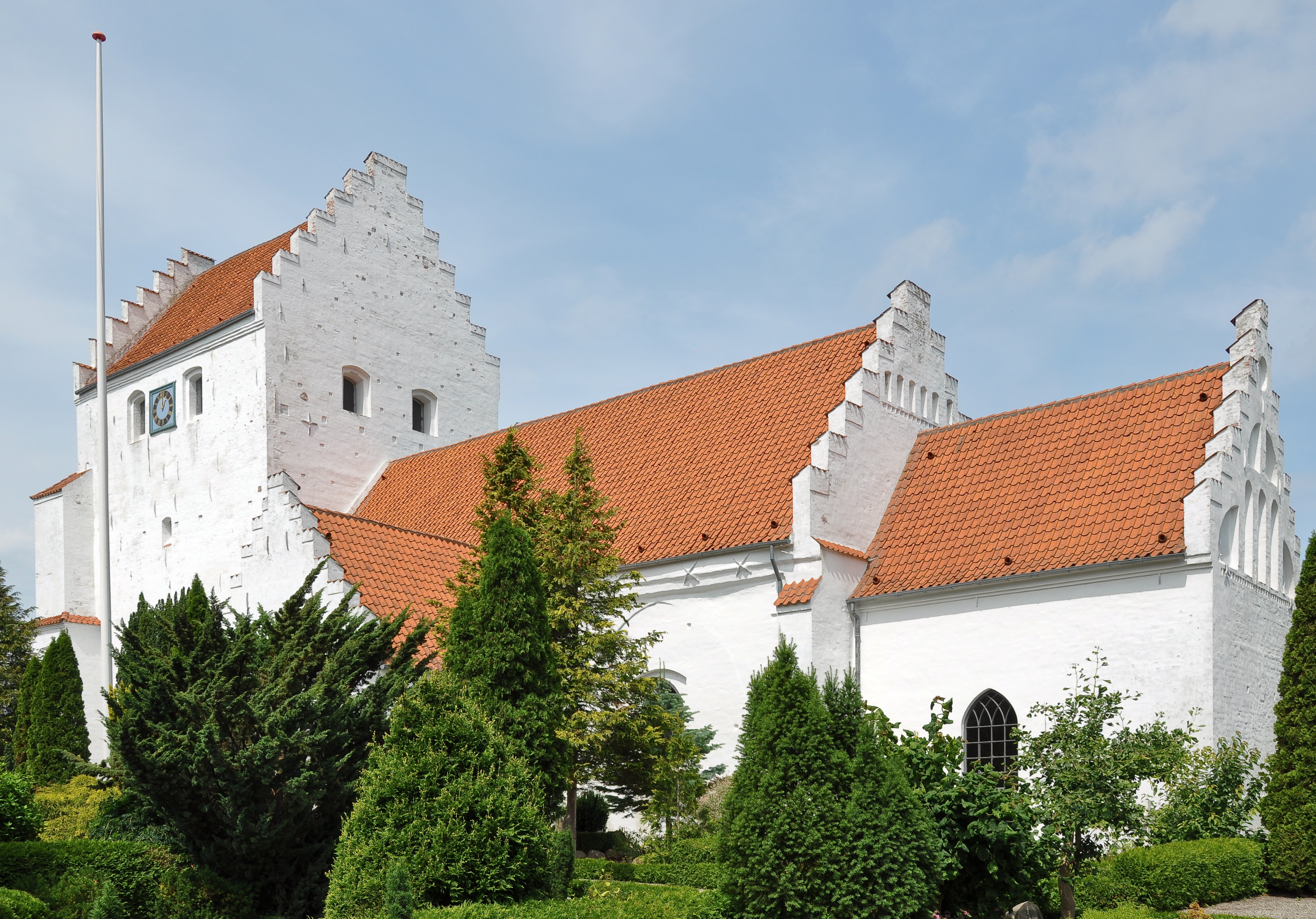
Tranebjerg Kirke

Tranebjerg Sogn war eine eigenständige Kirchspielsgemeinde (dänisch Sogn)  auf der dänischen Insel Samsø. 
Bis 1962 gehörte sie zur Harde Samsø  Herred im Holbæk Amt. 1962 wurde sie kommunalpolitisch mit den vier anderen Kirchspielgemeinden der Insel zur Samsø Kommune zusammengeschlossen, die 1970 in das Århus Amt und bei der Kommunalreform zum 1. Januar 2007 in die Region Midtjylland wechselte.
Alle Sogn auf Samsø wurden am 1. Mai 2014 zum Samsø Sogn zusammengelegt. Am 1. April 2014 lebten im Kirchspiel 1674 Einwohner.
Im Kirchdorf Tranebjerg leben 857 Einwohner. (Stand:1. Januar 2023). 
Nachbarkirchspiele waren im Norden Onsbjerg und Besser und im Westen Kolby.
Im ehemaligen Kirchspiel liegen die mittelalterliche Tranebjerg Kirke und 1904 erbaute Ørby Kirke.